# Марш, Роже
Роже Марш (фр. Roger Marche; 5 марта 1924, Вилле-Семёз — 1 ноября 1997, Шарлевиль-Мезьер) — французский футболист, игравший на позиции левого защитника.

## Клубная карьера
Профессиональную карьеру начал в 1944 году в клубе «Реймс». За 10 лет в клубе Марш сыграл в 300 матчах национального чемпионата помог клубу выиграть ряд национальных турниров. В 1954 году перешёл в столичный «Расинг», где также принял участие в более чем 200 матчей. За всю карьеру Роже принял участие в 542 матчах и стал одним из немногих игроков в Лиге 1, которые преодолели отметку в 500 сыгранных матчей. На завершающем этапе карьеры играл в клубах «Шарлевиль» и «Моон».

## Выступление за сборную
Дебют за национальную сборную Франции состоялся 23 марта 1947 года в товарищеском матче против сборной Португалии. В составе сборной был участником чемпионата мира 1954 в Швейцарии и чемпионата мира 1958 в Швеции, на котором был капитаном сборной. За сборную Марш провёл 63 матча (с 1955 по 1983 года был рекордсменом сборной по количеству проведенных матчей) и забил 1 гол.

### Гол за сборную
| Дата            | Место                | Соперник | Счёт | Результат | Турнир            |
| --------------- | -------------------- | -------- | ---- | --------- | ----------------- |
| 17 декабря 1959 | Парк де Пренс, Париж | Испания  | 4-1  | 4-3       | Товарищеский матч |

## Достижения

### Клубные
- Чемпион Францииː 1948/49, 1952/53
- Обладатель Кубка Францииː 1949/50
- Обладатель Суперкубка Францииː 1949
- Обладатель Латинского кубкаː 1953

### Международные
- Бронзовый призёр Чемпионата мираː 1958